# Neo Mokhachane
Neo Mokhachane (22 de septiembre de 1996) es un futbolista lesotense que juega en la demarcación de centrocampista para el Bantu FC de la Primera División de Lesoto.

## Selección nacional
Tras jugar en las categorías inferiores de la selección, finalmente hizo su debut con la selección de fútbol de Lesoto el 27 de marzo de 2021 en un encuentro de clasificación para la Copa Africana de Naciones de 2021 contra Sierra Leona que finalizó con un resultado de empate a cero.

## Clubes
| Club     | País   | Año   | Partidos | Goles |
| -------- | ------ | ----- | -------- | ----- |
| Bantu FC | Lesoto | 2018- |          |       |